# Liga Deportiva Alajuelense (féminines)
Maillots
La section féminine de la Liga Deportiva Alajuelense est un club féminin de football costaricien fondé en 2019 et basé à Alajuela.

## Histoire
La LD Alajuelense coopère d'abord avec la CODEA, l'équipe d'Alajuela qui dispute la première division. L'Alajuelense-CODEA remporte le tournoi de clôture 2019 face à Moravia (1-1, 3-1), mais échoue ensuite en finale face à Saprissa.
La LD Alajuelense se sépare du CODEA en 2020. L'équipe décroche le titre lors du tournoi d'ouverture 2021, en battant en finale les champions en titre du CS Herediano aux tirs au but. Lors du tournoi de clôture, c'est un clásico face au Saprissa FF qui se dessine en finale. Les Manudas ne font cependant qu'une bouchée de leurs rivales et décrochent facilement le titre (2-1, 3-1, avec un triplé de María Paula Salas au match retour).
Alajuelense récidive l'année suivante en remportant le tournoi d'ouverture 2022 après une victoire en finale face à Saprissa (3-1, 1-0), en terminant la compétition invaincu. Emmené par Shirley Cruz et sa meilleure buteuse Mia Corbin, Alajuelense décroche ensuite un quatrième titre consécutif lors du tournoi de clôture 2022 en battant le Sporting FC en finale (3-1, 1-2). Les Leonas participent également au tournoi de l'UNCAF. En finale, elle retrouvent le Saprissa FF. Alajuela remporte le clásico 1-0 grâce à un but de Mia Corbin et décroche le titre de champion d'Amérique centrale.
L'année 2023 commence par une défaite en supercoupe aux tirs au but face au Sporting FC. Alajuelense se venge à la fin de l'année en finale du championnat (1-0, 2-1) et décrochent une nouvelle couronne nationale. Sur la scène régionale, le club conserve sa couronne en dominant les Panaméennes du Tauro FC aux tirs au but en finale (2-2, 5-3).
Au tournoi de l'UNCAF 2024, le double champion en titre chute contre l'Alianza (1-3) et manque la qualification pour la finale. Le club décroche la troisième place aux tirs au but face à l'Unifut Antigua (1-1, 1-3).
En 2025, la LDA retrouve son titre de champion de l'UNCAF après avoir battu les Nicaraguayennes du Real Estelí aux tirs au but en finale (1-1, 4-2).

## Palmarès
| Compétitions nationales | Compétitions internationales                                         |
| - Championnat du Costa Rica (9) - Champion : 2019, 2021 Ap, 2021 Cl, 2022 Ap, 2022 Cl, 2023 Ap, 2023 Cl, 2024 Ap, 2024 Cl - Supercoupe du Costa Rica (es) (2) - Vainqueur : 2021, 2024 - Finaliste : 2023 | - Tournoi interclubs de l'UNCAF (3) - Vainqueur : 2022, 2023 et 2025 |

## Rivalités
Les Leonas disputent le clásico costaricien face au Saprissa FF. Les deux clubs sont les plus titrés du pays.